# Guido Righetti
 (février 2022).
Si vous disposez d'ouvrages ou d'articles de référence ou si vous connaissez des sites web de qualité traitant du thème abordé ici, merci de compléter l'article en donnant les références utiles à sa vérifiabilité et en les liant à la section « Notes et références ».
Guido Righetti né à Milan le 29 septembre 1875 et mort dans la même ville en 1958 est un sculpteur italien adepte de la sculpture animalière.

## Biographie
Par sa mère, Guido Righetti appartenait à la grande bourgeoisie du nord de l'Italie qui se rallia très tôt à l'idée de l'unité italienne. Après des études classiques, sa fortune lui permet de se consacrer entièrement à sa passion: la sculpture animalière. Conseillé par le prince et sculpteur Paul Troubetzkoy, dont il subira un temps l'influence, il trouva rapidement son style. Sa touche très fluide, qui donne un aspect velouté à la surface de ses bronzes, fait qu'on parlera d'impressionnisme à propos de sa sculpture[réf. nécessaire]. Guido Righetti sait également donner de la personnalité et de l'expression à chacun de ses modèles, mais il doit être vu comme un artiste naturaliste. 
Il connaît une grande vogue durant l'entre-deux-guerres où le gouvernement italien et plus particulièrement la municipalité milanaise lui passent de grandes commandes pour la décoration de parcs, de fontaines et d'établissement de bains. Toutefois, il ne participe en rien à la glorification du régime. Vivant à l'écart, il se retire dans la haute vallée de Brianza à l'ermitage de San Salvatore qui appartenait à sa famille, où il passa la plus grande partie de sa vie dans une solitude féconde.
Ruiné par la Seconde Guerre mondiale, il se voit contraint d'abandonner son ermitage en 1950 et revient habiter Milan où il meurt en 1958 dans l'oubli et dans un quasi dénuement.

## Expositions
- 1913 : Exposition nationale des beaux-arts, Milan.
- 1914 : Exposition international d'art de Venise.
- 1915 : Exposition mondiale de San Francisco, États-Unis, 2e prix.
- Exposition d'art degli Alleati, Milan.
- 1920 : exposition personnelle, galerie centrale d'art, Milan.
- 1922-1923 : Exposition nationale des beaux-arts, Florence.
- 1923 : Exposition nationale de la Société permanente des beaux-arts, Brera.
- 1924 : Exposition nationale des beaux-arts, Milan.
- 1925 : Exposition nationale, Côme.
- 1927 : Exposition nationale, Côme.
- 1928 : Exposition personnelle, galerie Montenapoléon, Milan.
- 1928 : Exposition nationale des beaux-arts, Milan.
- 1929 : Exposition nationale de L'Économie de la Montagne, Milan.
- 1930 : Exposition personnelle, galerie Micheli, Milan.
- 1930 : Exposition nationale des beaux-arts, Milan.
- 1934 : exposition personnelle, Milan.
- 1975 : exposition Un siècle de bronze animaliers, galerie Paul Amboise.
- 1998 : exposition Righetti autour des années trente, galerie Univers du Bronze, Paris.
- 2007 : exposition Righetti, Les éditions UDB, galerie Univers du bronze, Paris.

## Éditions en bronze
Pour ce qui est des éditions, trois périodes se distinguent:
1. Jusqu’en 1958, et surtout avant la Seconde Guerre mondiale, les fontes dites italiennes sont produites par l’artiste avec ou sans cachet de fondeur (souvent sans) et non numérotées; elles sont initiées en tout petit nombre (quelques exemplaires et pour certains modèles seulement du Bestiaire).
2. Autour des années 1970-1980, certains modèles ont été brièvement exploités, sans marque de fondeur, ni numérotation, par un éditeur anglais (fontes anglaises) qui cède ses droits de reproduction en 1997.
3. De 1997 à nos jours, les modèles sont dans leur grande majorité exploités par la galerie Univers du Bronze à Paris (cachet de fondeur, cachet d'éditeur, numérotation, date de fonte précisée sur certificat: «fontes UDB» ). Cette galerie a publié un catalogue raisonné des éditions de l'artiste en 2007.

## Œuvres dans les collections publiques
- Vers la victoire, 1915, groupe exécuté à la mémoire des soldats pour la Croix-Rouge italienne.
- Marabouts africains, 1928, acquisition de la Commune de Milan pour l'un de ses jardins.
- L'Oiseau des Marais, 1928, achat d'Arnaldo Mussolini à l'exposition des Arts décoratifs, Monza.
- Gazelle arabe, 1932, Milan, galerie d'Art moderne.
- Groupe d'antilopes africaines, 1932, œuvre réalisée grandeur nature pour le bassin d'un jardin, Milan.
- L'Étouffement : l'antilope et le jeune boa, 1934, œuvre exécutée grandeur nature pour le centre d'une fontaine, Milan.
- Vol de hérons, 1934, , Milan, galerie d'Art moderne.
- Éléphants africains, 1935, , Milan, galerie d'Art moderne.
- Antilope géante africaine, 1937, acquisition de la Ville de San Remo destiné à l'aménagement de son établissement balnéaire.
- L'Aigle et le serpent, fontaine, Milan, passage Missori.
- Groupe d'antilopes, Milan, piscine de l'avenue Ponzio.
- Un vol d'aigles marins, œuvre réalisée pour une fontaine érigée à la mémoire des pilotes disparus[Où ?].
- La Fontaine aux flamants roses, Milan, nouvelle piscine de l'avenue Carlo Botta.
- Donation par la galerie l'Univers du Bronze d'une quarantaine de plâtres au musée Alphonse-Georges-Poulain de Vernon et au Musée de la Chasse et de la Nature à Paris.